# Wincenty Norblin

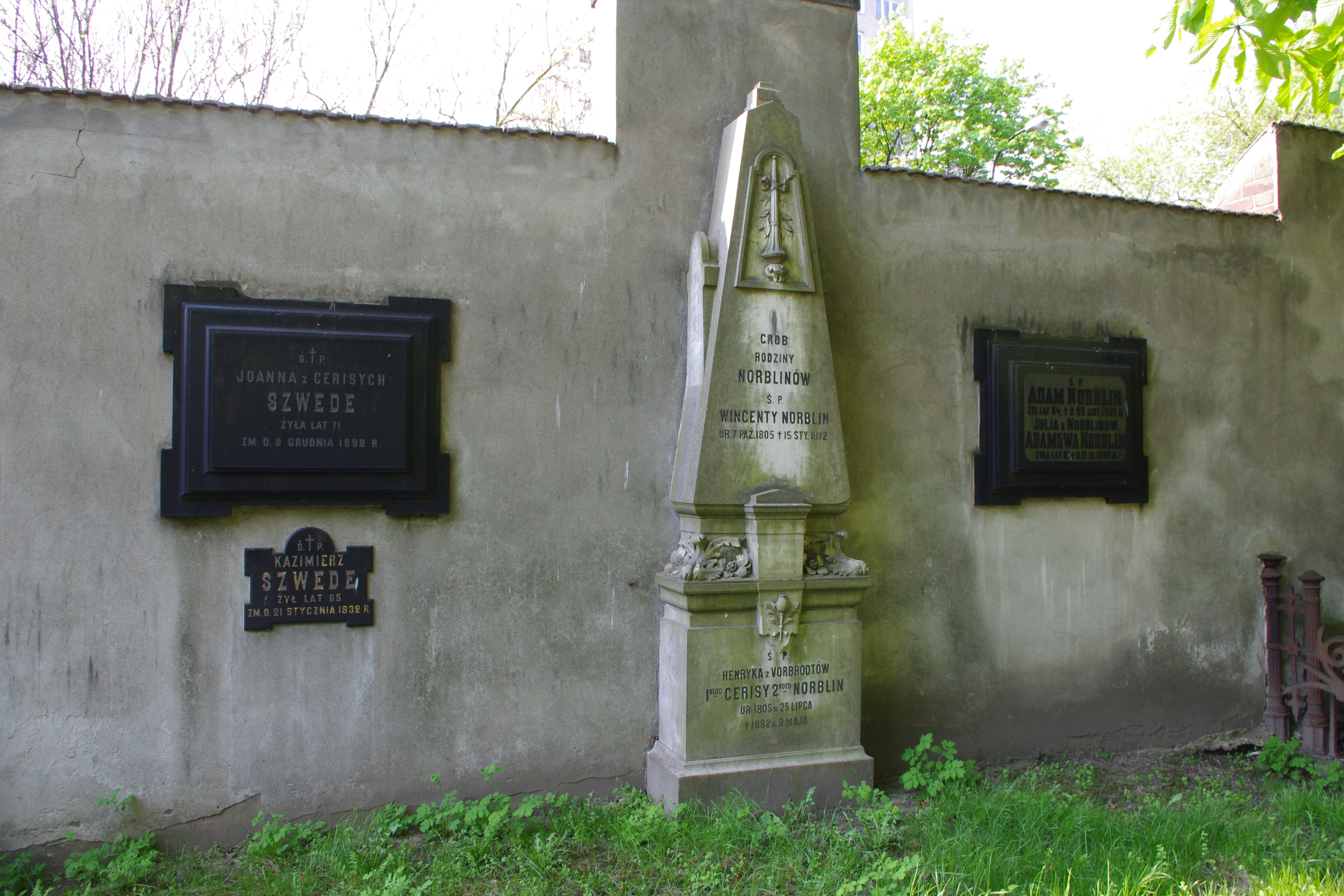
Grób przemysłowca Wincentego Norblina na cmentarzu ewangelicko-reformowanym w Warszawie

Wincenty Norblin (ur. 7 października 1805 w Paryżu, zm. 15 stycznia 1872 w Warszawie) – polski przemysłowiec, współtwórca Fabryki Wyrobów Platerowanych W. Norblin, filantrop; wnuk Jana Piotra, malarza i rysownika okresu stanisławowskiego.

## Działalność przemysłowa
Urodził się w Paryżu jako syn platernika Aleksandra Jana Norblina i jego żony Marii z Bilhotów. W 1819 rodzina przeprowadziła się do Warszawy, gdzie ojciec otworzył własny zakład brązowniczy. Wincenty nie przejął go po ojcu, gdyż po ożenku z Henryką Ceresy, wdową i dziedziczką fabryki wyrobów srebrnych i złotych, poświęcił się rozwijaniu tejże wytwórni, którą około 1839 przekształcił w spółkę „W. Norblin i W. Meylert” wraz z kuzynem żony a jednocześnie czeladnikiem Wilhelmem Meylertem (1810–1862). Z czasem rodzinę Meylertów spłacono, a jedynymi udziałowcami zostali bracia Wincentego.
Wytwórnia Norblina produkowała świeczniki, wazony, zastawy stołowe i sprzęt do gotowania ze srebra, brązu oraz platerowane, a ich sprzedaż odbywała się m. in. w utworzonym przy zakładzie sklepie firmowym. W 1853 fabrykę unowocześniono: wprowadzono maszynę parową o mocy 10 koni mechanicznych oraz maszynę galwanizującą. W tym czasie zatrudniano już 60 pracowników, a obszar sprzedaży obejmował całe Królestwo Polskie oraz znaczne obszary Rosji, (Wilno, Mińsk, Mohylew i Żytomierz). Wyroby firmy zdobyły wiele prestiżowych odznaczeń, m.in. na targach w Moskwie i Petersburgu.
Po śmierci Wincentego Norblina w 1872 majątek rodzinny wyceniono na blisko 150 000 rubli, a prowadzenie zakładów przejął jego syn Ludwik Norblin.
Pochowany na Powązkach; po kilku latach jego szczątki przeniesiono do grobowca rodzinnego na cmentarzu ewangelicko-reformowanym w Warszawie (kwatera S-2-9).

## Rodzina[2]
Wychowany w rodzinie katolickiej, w 1830 przeszedł na kalwinizm z racji ożenku z Henryką Leopoldyną z Vorbrodtów, primo voto Cerisy (1805–1882), córką  osiadłego w Warszawie złotnika z Anhalt. Małżonkowie mieli dziewięcioro dzieci, z których większość zmarła w dzieciństwie. Wieku dorosłego dożyli:
- Ludwik Norblin (1836–1914) – przemysłowiec, przejął fabrykę po ojcu,
- Julia Matylda Norblin (1839–1920) – zamężna dwukrotnie: 1. z Leonem Pipernburgiem (zm. 1862), 2. z Adamem Norblinem (1839–1902); filantropka, działaczka społeczna i wieloletnia przewodnicząca zarządu Przytułku dla Sierot Zboru Ewangelicko-Reformowanego w Warszawie; bezdzietna,
- Albertyna Norblin (1843–1912) – zamężna z Teodorem Wernerem (1836–1902), przemysłowcem i członkiem zarządu zakładu Norblinów,
- Melania Norblin (1845–1931) – zamężna z doktorem Władysławem Ludwikiem Janickim.

Henryka Joanna Cerisy (1827–1898) - pasierbica Wincentego Norblina poślubiła Ludwika Szwede (1816–1901) wieloletniego członka zarządu spółki i prezesa Warszawskiego Towarzystwa Dobroczynności.